# Maija Doveika
Maija Doveika (født 27. juni 1980 i Riga, lettiske SSR, Sovjetunionen) er en lettisk skuespiller. 